# Теремко Василь Іванович
Васи́ль Іва́нович Тере́мко (нар. 14 січня 1956, с. Копачинці Городенківського району Івано-Франківської області) — український видавець, педагог, журналіст, медіапродюсер. Заслужений працівник культури України (2006). Доктор наук із соціальних комунікацій. Лауреат премії імені Дмитра Нитченка (2005). Директор Видавничого центру «Академія».

## Життєпис

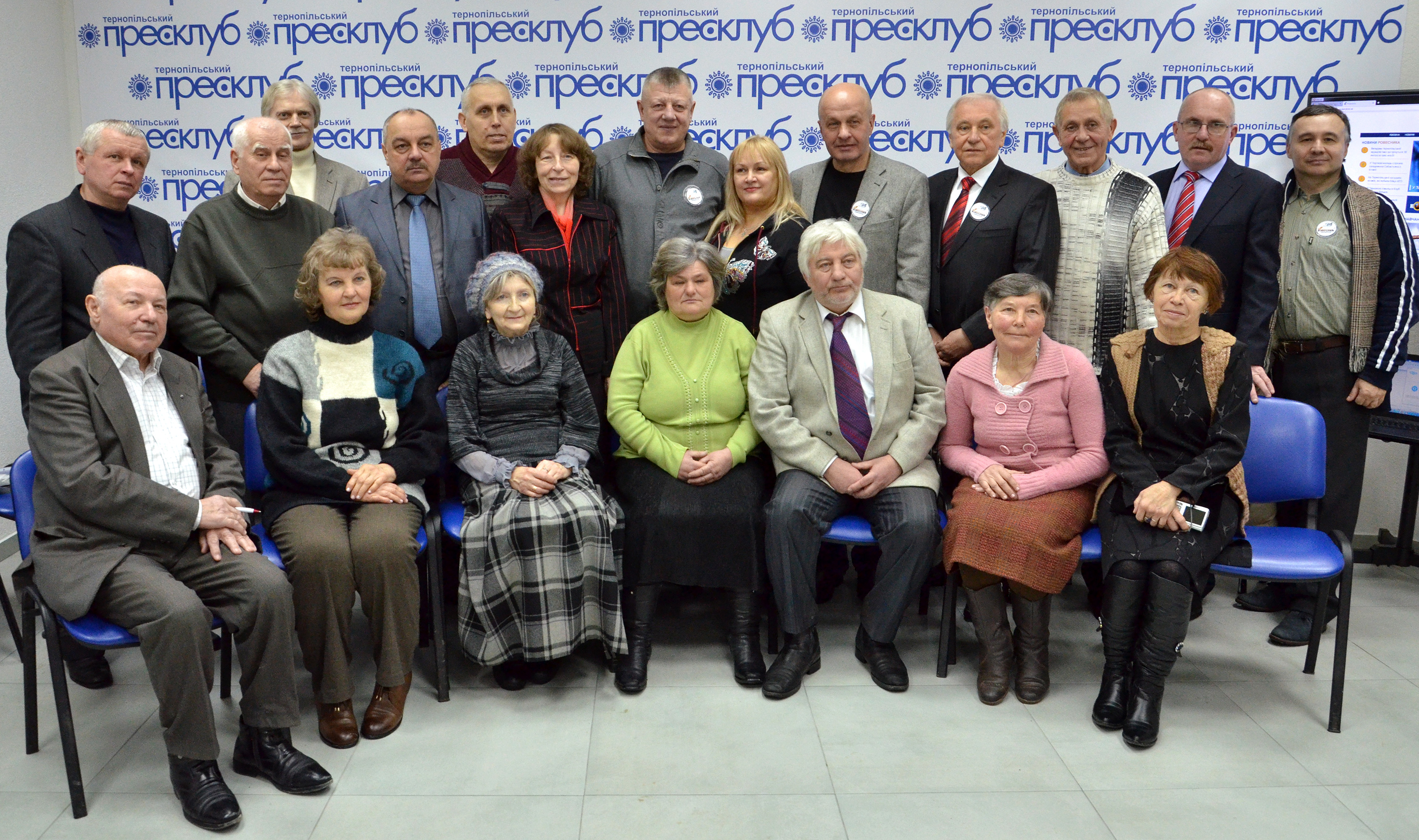
Зустріч журналістів-ветеранів газети «Ровесник» у Тернопільському прес-клубі

Василь Іванович Теремко народився 1956 року на Івано-Франківщині.
1978 року закінчив філологічний факультет Чернівецького університету.
Працював завідувачем відділу районної газети в Теребовлі, редактором обласної молодіжної газети «Ровесник» у Тернополі, першим заступником головного редактора газети «Киевские ведомости», а також на організаційній роботі.
Завідувач кафедри видавничої справи та редагування Інституту журналістики Київського університету, доцент. Викладає дисципліни: основи медіапродюсування, видавничий бізнес, редакторська майстерність, видавничі стандарти, економічна проблематика, копірайтинг.
Перший віце-президент Української асоціації видавців і книгорозповсюджувачів.
У 2013 році захистив докторську дисертацію.

## Премії, нагороди
- Заслужений працівник культури України. Звання надано 26 червня 2006 року Указом Президента України «Про відзначення державними нагородами України з нагоди 10-ї річниці Конституції України» — «за вагомий особистий внесок у державне будівництво, утвердження конституційних прав і свобод громадян, соціально-економічний і духовний розвиток України».
- Лауреат премії імені Дмитра Нитченка за 2005 рік.
- Нагороджено Почесною грамотою Кабінету Міністрів України та Почесною грамотою Київського міського голови.

## Публікації
- Теремко В. І. Основні засади видавничого бізнесу: навч. посіб. — К. : Академвидав, 2010. — 136 с. [Архівовано 5 грудня 2011 у Wayback Machine.]
- Теремко В. І. Видавничий маркетинг: навч. посіб. — К. : Академвидав, 2009. — 272 с. [Архівовано 5 грудня 2011 у Wayback Machine.]
- Теремко В. Стратегічний контекст взаємодії видавництва з авторами / Василь Теремко // Журналістика. Лінгвістика. Дидактика: зб. наук. праць. — Полтава, 2010. — С. 308—311.
- Теремко В. Стратегічний потенціал видавництва як джерело його ефективності і перспектив / Василь Теремко // Поліграфія і видавнича справа: науково-технічний збірник. — 2011. — № 1 (53). — С. 10—18.
- Теремко В. Парадигми творення «сильної книги» (теоретико-прикладний аспект товарної політики видавництва) [Архівовано 27 лютого 2013 у Wayback Machine.] / Василь Теремко // Наукові записки Інституту журналістики. — 2010. — Т. 40. — С. 148—152.
- Теремко В. Філософсько-економічні виміри буттєвості книги [Архівовано 29 липня 2014 у Wayback Machine.] / Василь Теремко // Вісник Книжкової палати України. — 2010. — № 10. — С. 9—10.
- Теремко В. Маркетингова культура як концептуальна проблема видавничої сфери в Україні [Архівовано 19 березня 2014 у Wayback Machine.] / Василь Теремко // Освіта регіону. — 2010. — № 4. — С. 158—162.
- Теремко В. Унікальність книги як стратегічний феномен ефективної видавничої діяльності [Архівовано 10 квітня 2015 у Wayback Machine.] / Василь Теремко // Бібліотекознавство. Документознавство. Інформологія. — 2010. — № 4.— С. 67—72.
- Теремко В. Стратегічні виклики сучасному вітчизняному книговиданню / Василь Теремко // Зб. праць науково-дослідного центру періодики. — 2010. — Вип. 2(18). — С. 483—495.
- Теремко В. Стратегічний вимір видавничої діяльності як теоретико-прикладна проблема [Архівовано 29 липня 2014 у Wayback Machine.] / Василь Теремко // Вісник Книжкової палати України. — 2011. — № 1. — С. 10—13.
- Теремко В. Стратегічні випробування електронною книжністю [Архівовано 25 липня 2013 у Wayback Machine.] / Василь Теремко // Вісник книжкової палати. — 2011. — № 4. — С. 10—14.
- Теремко В. Стратегічні виклики друкованій культурі в електронну еру [Архівовано 29 липня 2014 у Wayback Machine.] / Василь Теремко // Вісник Книжкової палати України. — 2011. — № 5. — С. 14—18.
- Теремко В. Психологічні виміри читання у контекстуальній системі видавничих стратегій [Архівовано 25 липня 2013 у Wayback Machine.] / Василь Теремко // Збірник праць Науково-дослідного інституту пресознавства / відп. ред. М. М. Романюк ; НАН України, ЛННБУ ім. В. Стефаника, НДІ пресознавства. — Львів, 2011. — Вип. 1(19). — С. 238—255.
- Теремко В. Читання як стратегічна проблема видавничої сфери [Архівовано 26 липня 2013 у Wayback Machine.] / Василь Теремко // Записки Львівської національної наукової бібліотеки України імені В. Стефаника: збірник наукових праць / НАН України, ЛННБ України ім. В. Стефаника; редкол.: М. М. Романюк (гол. ред.) та ін. — Львів. — 2011. — Вип. 3(19). — С. 153—173.
- Теремко В. Стратегічний контекст діяльності видавництва в теоретико-прикладному вимірі [Архівовано 25 липня 2013 у Wayback Machine.] / Василь Теремко // Вісник Книжкової палати. — 2011. — № 10. — С. 7—9.